# Гай Понтий
Гай Понтий (лат. Gaius Pontius) — самнитский полководец, участник Второй Самнитской войны.

## Биография
Гай Понтий был сыном самнитского государственного деятеля Геррения Понтия.
Во время Второй Самнитской войны самниты под командованием Гая Понтия заперли римское войско в Кавдинском ущелье. Римляне, ослабшие от голода, вступили в переговоры. Консулы отправили к самнитам послов и после переговоров Понтий заключил с римлянами договор. Согласно договору римское войско отпускалось обратно, но римляне должны покинуть самнитские владения и возобновить союз. В знак подтверждения договора римляне оставили 600 заложников.
Гай Понтий вызвал своего отца из Кавдиума, который посоветовал казнить пленных. Гай Понтий отказался от массового убийства и римское войско было подвергнуто унизительному обряду проведения под ярмом. После публичного унижения Гай Понтий отпустил римлян домой и опозоренные солдаты вернулись домой.